# 安迪·穆格
安迪·穆格（英語：Andy Moog，1960年2月18日—），加拿大男子冰球运动员，场上位置是守门员。他曾代表加拿大国家队参加1988年冬季奥林匹克运动会冰球比赛，获得第4名。